# Astrid Fontenelle
Astrid Fontenelle, all'anagrafe Astrid Coutinho Fontenelle de Brito (Rio de Janeiro, 1º aprile 1961), è una conduttrice televisiva e giornalista brasiliana.
È stata la prima VJ nel suo Paese, all'avvio di MTV Brasil.

## Biografia
Astrid è nata a Rio de Janeiro quando i genitori si erano già separati. Fino all'età di sedici anni ha vissuto nella città natale, per poi trasferirsi con la madre a San Paolo, dove risiede tuttora.
Ha iniziato a lavorare per diverse emittenti televisive quando ancora studiava presso la Pontificia Università Cattolica di San Paolo. Il suo primo incarico è stato uno stage presso un ufficio stampa a San Paolo, dove ha fatto da portavoce al nuotatore Ricardo Prado. Si è poi occupata del Festival dos Festivais, su Rede Globo, nel 1985 e nello stesso tempo ha presentato la prima edizione di Hollywood Rock con Pedro Bial, che allora lavorava come reporter.
Approdata poi alla TV Gazeta di San Paolo, ha presentato TV MIX, il programma che lanciò in Brasile i "bee reporters". Dopo un breve periodo a TV Manchete, dove ha sostituito Celene Araújo nella conduzione del programma serale femminile Mulher 90, diretto da Nilton Travesso, Astrid è stata scelta l'anno successivo come primo volto femminile di MTV Brasil. Prima del debutto, ha visitato la sede di Los Angeles per seguirvi uno stage. Astrid non era solo la VJ del canale, ma anche la responsabile della sua redazione. Vi è rimasta a lavorare per nove anni, presentando Disk MTV, programma che ha stabilito un record di ascolti notevole per un canale UHF, e varie altre trasmissioni.
Nel 1999 è passata a Bandeirantes, emittente per cui tra l'altro ha seguito più volte il carnevale di Bahia. Nel 2001 ha anche presentato Melhor da Tarde, insieme a Leão Lobo e Aparecida Liberato.
Nel 2007 ha condotto sul canale a pagamento GNT Happy Hour, trasmissione in diretta tutti i giorni alle 19:00 caratterizzata da un tema diverso ogni volta, discusso con tre ospiti (solitamente un esperto dell'argomento e due celebrità).
Nel 2008 ha fatto un'insolita apparizione, nello show di Hebe Camargo, in veste di corrispondente dagli USA per commentare la "prima" del film Sex and the City, con interviste ad alcune delle attrici del cast.
Nel marzo 2012 ha per la prima volta voluto parlare apertamente del lupus eritematoso sistemico, malattia diagnosticatale all'inizio dello stesso anno.
Il 6 marzo 2013 è diventata conduttrice principale di Saia Justa su GNT in sostituzione di Mônica Waldvogel che era stata alla guida del programma per dieci anni.

## Vita privata
Dopo aver divorziato due volte, Astrid Fontenelle ha adottato da single un bambino, Gabriel, che all'epoca aveva appena 40 giorni di vita. Il suo terzo e attuale marito è Fausto Franco, produttore discografico dei Chiclete com Banana.